# 3415 Денбі
3415 Денбі (3415 Danby) — астероїд головного поясу, відкритий 22 вересня 1928 року.
Тіссеранів параметр щодо Юпітера — 3,002.